# Zadruga
Zadruga (tudi "kooperativa", angl. cooperative, co-operative, coops) je posebna oblika družbeno gospodarskega povezovanja oseb. Mednarodna definicija pravi: »Zadruga je avtonomno združenje oseb, prostovoljno povezanih z namenom, da na skupne ekonomske, družbene in kulturne potrebe ter prizadevanja odgovarjajo prek podjetja v skupni lasti, ki ga upravljajo demokratično.« Zadruga torej ni samo oblika gospodarskega organiziranja, ampak tudi način skupnostnega življenja ter demokratičnega organiziranja in soupravljanja skupnih zadev.
V svetu je 1,2 milijarde članov (zadružnikov) povezanih v več kot 3 milijone zadružnih podjetij. Zadružništvo torej predstavlja 15 % odraslega prebivalstva sveta. Več kot 270 milijonov ljudi je zaposlenih v zadrugah, torej okoli 10 % vseh zaposlenih na svetu. Zadružne zgodbe so prisotne na vseh ekonomskih področjih: zavarovalništvo, bančništvo, različne industrije, različne storitve, kultura in umetnost, šolstvo, zdravstvo, sociala, kmetijstvo, gozdarstvo in ribištvo.

## Zadružna identiteta (definicija, vrednote, načela)
Zadruga je posebna oblika družbeno gospodarskega povezovanja oseb (posameznikov in/ali pravnih oseb). Mednarodno sprejeta definicija zadrug, ki jo je Mednarodna zadružna zveza (ICA – International Cooperative Alliance) leta 1995 po intenzivnem mednarodnem usklajevanju zapisala v revidirani Izjavi o zadružni identiteti, pravi: »Zadruga je avtonomno združenje oseb, prostovoljno povezanih z namenom, da na skupne ekonomske, družbene in kulturne potrebe ter prizadevanja odgovarjajo prek podjetja v skupni lasti, ki ga upravljajo demokratično.« Ta mednarodni dokument predstavlja tudi usklajene vrednote in načela zadružništva, in sicer, podstat zadružništva tvorijo vrednote »...samopomoči, samoodgovornosti, demokratičnosti, enakosti, pravičnosti in solidarnosti. /.../ poštenosti, odprtosti, družbene odgovornosti in skrbi za druge«. Sedem načel zadružništva pa predstavlja operativna vodila za zadružno delovanje:
- prostovoljno in odprto članstvo,
- demokratično upravljanje članov
- ekonomska udeležba članov
- avtonomija in neodvisnost
- izobraževanje, usposabljanje in obveščanje
- skrb za skupnost
- sodelovanje med zadrugami.«[1]

Ker je ta Izjava o zadružni identiteti povzeta tudi v Recommendation 193 of the ILO on the Promotion of Cooperatives, ki ga je kot uradno priporočilo Mednarodne organizacije dela - ILO leta 2002 potrdil tudi predstavnik Slovenije v ILO, gre torej za pojem in poslanstvo zadruge, ki ga vsaj na formalni ravni priznavamo tudi politično, torej kot država Slovenija, ne pa samo v civilnem pomenu kot alternativno družbenogospodarsko gibanje.
Zadruga je najprej združenje oseb, ob tem pa tudi podjetje v skupni lasti in soupravljanju članov. Zadruga ni kapitalska družba, ampak je članska organizacija. Je prototip subjekta socialne ekonomije. V zadrugi odločajo člani/zadružniki po principu »en član en glas«, ne odločajo višine kapitalskih deležev. Zadruge ne moreš preseliti v tretji svet ali je prodati tretji osebi, ker članov, torej oseb, ki tvorijo njeno substanco, ne moreš »nakazati« kot bančno transakcijo kapitala. Zadruga je način povezovanja in samoorganiziranja ljudi v lokalnih okoljih ali širše. Zadruga je skupina oseb, ki odgovarjajo na svoje skupne potrebe in aspiracije, v okviru pravil (zadružna pravila), ki jih skupina postavi sama sebi.
Zadruge so način družbeno gospodarskega povezovanja, ki se kot alternativa kapitalističnemu gospodarstvu po vsem svetu razvija že več kot dvesto let. V svetu je 1,2 milijarde članov (zadružnikov) povezanih v več kot 3 milijone zadružnih podjetij. Zadružniki torej predstavljajo 15 % odraslega prebivalstva sveta. Več kot 270 milijonov ljudi je zaposlenih v zadrugah, torej okoli 10 % vseh zaposlenih na svetu. Zadružne zgodbe so prisotne na vseh ekonomskih področjih: zavarovalništvo, bančništvo, različne industrije, različne storitve, kultura in umetnost, šolstvo, zdravstvo, sociala, kmetijstvo, gozdarstvo in ribištvo. V Evropi je vsak peti prebivalec član kakšnega od več kot 180.000 zadružnih podjetij; 4,7 milijona Evropejcev je zaposlenih v zadrugah. Zagotovo je torej zadružništvo močno družbeno gospodarsko gibanje.

## Zadruga ni kapitalska družba
Tako mednarodna definicija zadrug kot splošno razumevanje bistva zadrug, kakor tudi naša nacionalna zakonodaja s tega področja, jasno prepoznavajo substanco zadrug kot bistveno različnih od podjetij v klasičnem pomenu besede, torej od konvencionalnih podjetij. Ključna pa je razlika med zadrugami kot »članskimi organizacijami« ter na drugi strani kapitalskimi družbami. Zadruga ≠ kapitalska družba. Kapitalsko družbo ustanovijo družbeniki, tako da vložijo kapital. V družbi družbeniki niso udeleženi kot osebe, ampak s svojim kapitalom. Namen vložitve kapitala je večanje kapitala. Prav tako delniško družbo konstituirajo delnice, ki jih kupujejo in prodajajo lastniki (delničarji). Namen nakupa delnic je prejemanje dividend in večanje vrednosti vloženega kapitala. Zadrugo pa člani ustanovijo tako, da se včlanijo kot osebe. Obvezni vpisni delež je resda kapital, ki ga vložijo, vendar je sekundarnega pomena, saj ga ne vložijo »kot kapital«, ki ga želijo »razmnožiti« v več kapitala, ampak zgolj kot finančno participacijo, ki je neke vrste likvidnostni vir, ki ga zadruga članom v primeru izstopa iz zadruge izplača valoriziranega, kakor valorizacijo določi občni zbor. Ne prejme pa član ob izstopu iz zadruge delež v vrednosti deleža (odstotka lastnine) knjigovodske vrednosti zadruge kot bi to lahko zahteval pri kapitalski družbi. Interes člana za vstop v zadrugo torej ni plemenitenje kapitala, temveč uresničevanje skupnih družbenih in gospodarskih interesov z ostalimi zadružniki, torej, preprosto rečeno, skupna skrb za kvalitetne storitve in produkte za življenje v skupnosti, skupnostna skrb za dobro življenje. Poslanstvo zadrug je namreč polnomočenje skupnosti v njihovi solidarnostni skrbi zase ter v sodelovalnem povezovanju z drugimi skupnostmi.

## Pravna opredelitev zadrug v Sloveniji
V Sloveniji pravno obliko zadrug določa Zakon o zadrugah. 1. člen Zakona o zadrugah določa: »Zadruga je organizacija vnaprej nedoločenega števila članov, ki ima namen pospeševati gospodarske koristi in razvijati gospodarske ali družbene dejavnosti svojih članov ter temelji na prostovoljnem pristopu, svobodnem izstopu, enakopravnem sodelovanju in upravljanju članov.« 15. člen zakona določa: »Najvišji organ zadruge je občni zbor članov zadruge.«
V zadevah, ki jih glede delovanja in poslovanja zadrug ne določa Zakon o zadrugah, se za zadruge uporablja Zakon o gospodarskih družbah. Za zadruge je tudi predpisan poseben računovodskih standard za zadruge. Prav tako se na zadruge v določenih aspektih pomembno nanaša Zakon o socialnem podjetništvu.

## Vrste zadrug
Obstajajo raznovrstne zadruge, ki se med seboj razlikujejo predvsem glede na vrsto članstva in njihove potrebe, lahko pa tudi glede na namen delovanja zadruge:
- Zadruge producentov: člani so lahko individualni ustvarjalci, kmetje, obrtniki, strokovnjaki, športniki, umetniki, novinarji itd., ki skupaj stopajo na trg, si delijo stroške in tveganja ter se krepijo v skupnem razvoju. Primeri: Jezikovna zadruga Soglasnik, Zadruga KonopKo, Zadruga Dobrina, kmetijske zadruge itd.

- Uporabniške zadruge: uporabniki določenih storitev in/ali proizvodov se povezujejo v potrošniške, nabavne, kombinirane, stanovanjske[10], zavarovalniške, bančne/hranilniške ipd. zadruge.

- Delavske zadruge: delavci/zaposleni so večinski lastniki, upravljavci in izvajalci v zadrugi. Nastanejo lahko tudi iz preoblikovanja podjetja v zadrugo ali delavskega odkupa podjetja (delavski odkup, delavski prevzem, preoblikovanje)[11]. Svetovno deklaracijo o delavskih zadrugah[12] je uskladila in potrdila CECOP-CICOPA Europe, federacija industrijskih in storitvenih zadrug.

- Socialne zadruge: te zadruge delujejo v splošnem interesu, v korist vseh prebivalcev na določenem območju ali v določeni skupnosti, ne le v interesu svojih članov. Značilno za njih je, da so večdeležniške, področja delovanja so različna, od zagotavljanje socialnih storitev[13] (skrbstvo, pomoč, sektor osebnih in gospodinjskih storitev) do ponudbe splošno koristnih proizvodov (kvalitetna in varna hrana, ugodne potrebščine, pogoji za komuniciranje ipd.) v lokalnem okolju. Svetovne standarde socialnih zadrug[14] je uskladila in potrdila International Organisation of Industrial and Service Cooperatives - CICOPA leta 2011.

- Po strukturi in namenu so socialnim zadrugam podobne tudi t. i. razvojne zadruge, kjer so zadružniki različni deležniki (so večdeležniške zadruge), npr. izvajalci, uporabniki, lokalne skupnosti, interesne skupine, pravne in fizične osebe, ki jih povezuje nek skupni interes, tj. razvoj specifičnega vsebinskega ali geografskega področja/območja.

## Zgodovina zadružništva v Sloveniji
Razvoj železnic, postopna industrializacija in zemljiška odveza po marčni revoluciji 1848 so tudi na slovenskem ozemlju širili  kapitalistično tržno gospodarstvo, ki je  kljub formalni svobodi in enakopravnosti prineslo nove družbene odvisnosti.  V spremenjenih razmerah so kmetje, najštevilčnejši sloj slovenskega naroda,  pa tudi obrtniki potrebovali dodatna denarna sredstva za proizvodnjo za trg oziroma za neznanega kupca.   Posojila pri mestnih kreditnih  organizacijah so bila obrtnikom in kmetom zaradi visokih stroškov in poslovanja v nemškem jeziku praktično nedostopna. Zato so Jan Nepomuk Horak (1818–1893) in drugi ljubljanski obrtniki že leta 1856 po podobnem zgledu iz Celovca uresničili zamisel o povezovanju na podlagi samopomoči  in  ustanovili »Družbo v dnarno pomoč obrtnikom in rokodelcem v Ljubljani«, ki jo štejejo za prvo slovensko zadrugo. Društvo je z zbiranjem hranilnih vlog  spodbujalo varčevanje članov, po drugi strani pa članom odobravalo kratkoročne kredite. Dokler rezervni sklad ni dosegel določenega zneska, so za hranilne vloge jamčili člani in zunanji garanti.
Ta uspešen poskus je ostal osamljen za več kot desetletje. Zamisel o kreditni organizaciji na podlagi samopomoči je znova oživela leta 1868, ko se je slovenski zdravnik in državni poslanec dr. Josip Vošnjak (1834–1911) udeležil slovesnosti ob položitvi temeljnega kamna za narodno gledališče v Pragi in se tam seznanil tudi s češkimi posojilnicami.  Po vrnitvi je v več člankih predlagal ustanavljanje takšnih organizacij tudi na Slovenskem z utemeljitvijo, da mora samostojnost slovenskega naroda imeti ne samo kulturne, temveč tudi trdne gospodarske temelje.
Pobude za številčnejše ustanavljanje hranilnic in posojilnic so postajale številčnejše po liberalizaciji obrestnih mer (leta 1868) in izbruhu gospodarske krize (leta 1873), ko so posojilodajalci izkoriščali povečano povpraševanje po kreditih za navijanje obrestne mere (tudi do 250 %) tako, da so se morali dolžniki zadolževati celo za odplačevanje samih obresti. Po podatkih zgodovinarjev je bilo samo na Kranjskem v letih od 1868 do 1893 na prisilnih dražbah prodanih več kot 10.000 kmetij oziroma 13 % vseh kmetij.
Potem, ko je dr. Josip Vošnjak objavil v Mohorjevem koledarju članek z naslovom Posojilnice na pomoč kmečkemu ljudstvu in še tri članke o posojilnicah v Slovenskem narodu, je bila 13. septembra 1872 ustanovljena posojilnica v Ljutomeru. Ta posojilnica  je bila registrirana še po avstrijskem društvenem zakonu iz leta 1852, ki ni bil primeren za gospodarsko povezovanje posameznikov. Pri odločanju o registraciji društva   so upravne oblasti imele iz političnih razlogov široko polje proste presoje.
Množičnejše ustanavljanje posojilnic na podlagi vzajemne samopomoči je omogočil šele  avstrijski zadružni zakon, sprejet 7. aprila 1873. Po tem zakonu so se lahko združenja, katerih namen je bil pospeševati gospodarske dejavnosti ali gospodarske koristi članov s skupnim poslovanjem ali dajanjem kreditov, ustanovila kot zadruge. O registraciji zadrug so odločala sodišča  na podlagi izpolnjevanja zakonsko določenih pogojev in ne več upravni organ po prostem preudarku.
Po uveljavitvi zadružnega zakona  so ljutomerski posojilnici kmalu sledile posojilnice v Sv. Jakobu v Rožu (1873), Mozirju in Šoštanju (1874), Metliki in Ljubljani (1875) ter Ormožu (1876),  po nekajletnem premoru pa še v Celju in Žalcu (1881), v Ljubljani in na Vrhniki (1881) in Mariboru (1882).
Dne 6. januarja 1883 so kreditne zadruge na pobudo inž. Mihaela Vošnjaka (1837–1920), brata dr. Josipa Vošnjaka, ustanovile Zvezo slovenskih posojilnic v Celju, ki je podpirala ustanavljanje novih posojilnic po zadružnem zakonu, delovala kot poslovna centrala včlanjenih zadrug, pomagala članicam, izdajala mesečno glasilo in na druge načine zastopala koristi včlanjenih zadrug. Zveza  je  od leta 1888 podpirala  članice tudi s  prostovoljno organizirano revizijo (pregledovanjem) njihovega poslovanja. Leta 1894 je na Kranjskem, Štajerskem, Koroškem in Primorskem delovalo 81 slovenskih posojilnic.
Delovanje posojilnic v tej dobi je pretežno sledilo Shulze-Delitzschevim organizacijskim načelom, po katerih naj bi bila kreditna zadruga finančno trden denarni zavod z večjim poslovnim okolišem. Zadruge so  delile dobiček med člane, člani so za zadrugo jamčili omejeno, medtem ko so  funkcije v zadrugi  opravljale strokovno usposobljene osebe proti plačilu. Zaradi predpisov o olajšavah za poslovanje zadrug s člani je Mihael Vošnjak prilagodil ta načela praktičnim potrebam (z uvedbo t. i. glavnih in opravilnih  deležev različne višine).

### Drugo razvojno obdobje
Začetek drugega razvojnega obdobja dr. D. Schauer zamejuje z letnico 1895, ko je bila v Ljubljani ustanovljena druga zadružna zveza na slovenskem ozemlju.  V primerjavi s prvim obdobjem, ko je imelo zadružno gibanje predvsem  narodno obrambno in emancipacijsko vlogo in je bilo  geografsko težišče tega gibanja v severovzhodnem delu slovenskega narodnega ozemlja,  je bil namen zadružnega delovanja   v drugem obdobju predvsem   socialne narave: izboljšati položaj kmetov, obrtnikov in delavcev, nove zadružne zveze nastajajo v več tedanjih deželah, zlasti pa v osrednjem delu današnje Slovenije.
Osrednjo vlogo pri organiziranju zadrug  v tem obdobju je imel dr. Janez Evangelist Krek (1865–1917), ki je pod psevdonimom Janez Sovran (1895) v svojem delu Črne bukve kmečkega stanu kot vzroke za propadanje kmetov v različnih državah  ugotavljal »neomejeno svobodo« kapitalističnega gospodarstva, špekulacijo, oderuštvo in pretirani individualizem (»razdruženje«). Po njegovem predlogu naj bi se družbena vzajemnost najprej obnovila v Raiffeisnovih posojilnicah, ker denarne zadeve zanimajo vse in je poslovanje posojilnic razmeroma enostavno: »Denar je vse razdružil, pri denarju naj se zoper začne organizacija.«
Za izboljšanje položaja kmetov je Krek predlagal prepoved nastajanja veleposesti, uvedbo stalnih kmetij, zaščitenih pred drobljenjem, in postopno odplačevanje dolgov. Posebno mesto v njegovih načrtih so imele kmečke kreditne in druge zadruge, ki naj bi sčasoma prerasle v obvezna samoupravna združenja, v katerih bi kmetje   s skupno nabavo in prodajo omejevali gospodarska tveganja, zadruge pa bi s  plačevanjem davkov postale nek posrednik v razmerju kmetov do trga in do države. Podobno naj bi bile organizirane tudi obrtne zadruge, ki bi skrbele za kreditiranje obrtnikov in skupno prodajo njihovih izdelkov, za obrtno šolstvo in vajeništvo. Krek je dajal številne pobude tudi za delavske zadruge in izobraževalna društva.
V okviru Krekovega krščansko socialnega  gibanja so kreditne in druge zadruge ustanavljali po Raiffeisnovih načelih: deleži so bili  majhni,  da bi  omogočili članstvo čim širšemu krogu zainteresiranih, medtem so potreben kapital zadruge oblikovale predvsem z nalaganjem nerazdeljenega dobička v rezerve. Rezerve zadruge  se ne bi smele deliti med člane niti ob prenehanju zadruge, temveč naj bi se  dodelile drugi zadrugi ali v splošno koristne namene. Zadruge naj bi delovale na ožjem območju, kjer  se člani med sabo dobro poznajo in lahko precenijo kreditno sposobnost posameznega posojilojemalca. Za poslovanje s čim manjšimi stroški  so člani opravljali zadružne funkcije brezplačno.
Od leta 1892 do 1905 je bilo v okviru Krekovega gibanja ustanovljenih kar 481 zadrug. V tem času je zadružništvo z rabo slovenskega jezika in dostopnostjo finančnih storitev širokemu članstvu v zadrugah  postalo  inovacijski dejavnik, ki je znižal obrestne mere, to pa  je  izkoreninilo oderuštvo in bistveno prispevalo k zaustavitvi izseljevanja.
Leta 1895 so Krekove zadruge v Ljubljani ustanovile Zvezo kranjskih posojilnic in Gospodarsko zvezo, prvo kot društvo kreditnih, drugo kot društvo nekreditnih zadrug. Leta 1900 so članice obe društvi razpustile in namesto njiju ustanovile Gospodarsko zvezo kot zadrugo s sedežem v Ljubljani.
Avstrijski zakon o reviziji pridobitnih in gospodarskih zadrug iz leta 1903 je predpisal obvezno revidiranje zadrug enkrat na dve leti po zadružni zvezi, ki je izpolnjevala predpisane pogoje za nadzor (revizijska zveza), ali po revizorju, ki ga je postavilo sodišče. Ljubljanska Gospodarska zveza se je po uveljavitvi zadružnega revizijskega zakona razdelila na dve zadrugi. Prva je bila Zadružna zveza v Ljubljani, ki je postala poslovna centrala kreditnih zadrug, revizijska zveza in interesno predstavniška organizacija vseh včlanjenih zadrug. Druga, Gospodarska zveza, pa je delovala kot poslovna centrala blagovnih zadrug.
Na prelomu stoletja so se na pobudo Antona Kristana (1881–1930) in drugih organizatorjev začele ustanavljati delavske potrošniške, kreditne in druge zadruge tudi v okviru socialdemokratskega delavskega političnega gibanja, zlasti v zasavskih rudarskih središčih, Ljubljani, Idriji, Trstu in Primorju.
Poleg Zveze slovenskih posojilnic, ki se je leta 1905 preimenovala v Zadružno zvezo v Celju, in Zadružne zveze v Ljubljani (ustanovljene 1904), je bila na pobudo Ivana Hribarja (1851–1941) in Gregorja Žerjava (1882–1929), predstavnikov mlajše generacije liberalne politične struje, ustanovljena Zveza slovenskih zadrug v Ljubljani (1907). Zadružna zveza v Ljubljani je do leta 1907 povezovala tudi zadruge v Dalmaciji. Slovenske zadruge na Goriškem so ustanovile Zvezo goriških gospodarskih zadrug in društev (1904), medtem ko so se slovenske in hrvaške zadruge v Istri leta 1903 povezale v Gospodarsko zvezo v Puli.
Povezovanje v zadružne zveze je pokazalo razdrobljenost  zadružništva po narodnostno-jezikovnih, deželnih in ne nazadnje strankarsko-političnih vidikih. Prizadevanja za koncentracijo zadružnega gibanja med prvo svetovno vojno in po njej  niso rodila uspeha, zato je  tudi po prvi svetovni vojni zadružna organiziranost ostala močno povezana s strukturo političnih strank.

### Med svetovnima vojnama
Po prvi svetovni vojni je zunaj novonastale Države Slovencev, Hrvatov in Srbov (od 29. oktobra 1918) oziroma kasnejše Kraljevine Srbov, Hrvatov in Slovencev (od 1. decembra 1918) in Kraljevine Jugoslavije (od 29. oktobra 1929) od približno 970 slovenskih zadrug ostala v Avstriji in Italiji vsaka peta zadruga.
Zadružno organiziranost so dopolnile še na novo ustanovljene zadružne banke, v katerih so imele zadruge in njihove zveze  celoten ali večinski paket delnic.  Leta 1920 je bila ustanovljena Zadružna gospodarska banka, v kateri je večino delnic imela Zadružna zveza v Ljubljani. Istega leta so se  delavske zadruge  povezale v  Zvezo gospodarskih zadrug za Jugoslavijo, v okviru katere je delovala Zadružna banka v Ljubljani. Zadružna banka v Ljubljani in Zadružna zveza v Celju sta zaradi gospodarske krize v tridesetih letih prenehali z delom.
Poleg nove državnopolitične razdelitve je slovensko zadružništvo po prvi svetovni vojni prizadela neugodna menjava denarja. Razmere so se nekoliko izboljšale zaradi gospodarske konjunkture, ki pa je bila kratkotrajna.
Med svetovno gospodarsko krizo v začetku tridesetih let so se močno znižale cene žita in drugih kmetijskih pridelkov. V Kraljevini Jugoslaviji kot izrazito agrarni državi je kriza povzročila velike težave z odplačevanjem kreditov in izplačevanjem hranilnih vlog.
Državna politika se je na kmečko zadolženost odzivala počasi in neodločno, sprva z odlogi plačila dolgov. Po sprejetju Zakona o zaščiti kmetov leta 1932  je  vprašanje kmečkih dolgov dokončno rešila  Uredba o likvidaciji kmečkih dolgov šele štiri leta kasneje. Po tej uredbi so  kmečke dolgove, nastale  do 20. aprila 1932, in do tega dne natekle obresti, znižali  (do največ polovice, odvisno od zneska) in določili dvanajstletni rok za postopno odplačilo dolga s predpisanimi obrestmi. Breme odpisanega dela dolga sta si razdelila denarni zavod in država: 25% terjatve pred znižanjem je moral vsak denarni zavod (tudi kreditne zadruge) odpisati v breme svojih rezerv in kapitala, za 25 % terjatve pa je država preko Privilegirane agrarne banke (PAB) denarnim zavodom izdala obveznice.
Leta 1937 je Kraljevina Jugoslavija poenotila zadružno zakonodajo s sprejetjem Zakona o gospodarskih zadrugah. V primerjavi z avstrijskim zadružnim zakonom, ki se je dotlej uporabljal na slovenskem ozemlju, je jugoslovanski zadružni zakon poudarjal vzajemno in socialno naravnano poslanstvo zadruge, kar je videti iz določb o načelni omejitvi poslovanja zadruge z njenimi člani in poslovno zvezo (§ 1), omejenem obrestovanju članskih deležev (§ 1), doslednejši izpeljavi enake glasovalne pravice, obveznem oblikovanju rezerv (s stalnim izdajanjem najmanj 20% letnega poslovnega prebitka v ta namen, § 60), nedeljivosti rezerv tudi ob prenehanju zadruge (§ 69) in obveznem članstvu vsake zadruge v eni od revizijskih zvez (§ 97).
Leta 1937 je bilo na območju Dravske banovine 1677 zadrug, od tega največ kreditnih (539), ki so jim sledile nabavno-prodajne (203) oziroma gozdne in pašniške (203), živinorejske (104), stavbne (103), mlekarske (90) in druge.

### Obdobje druge Jugoslavije
Potem, ko je med drugo svetovno vojno delo zadrug praktično  zastalo, so z vzpostavitvijo nove družbene ureditve po drugi svetovni vojni nastopile tudi za zadruge velike spremembe.
Ustava Federativne ljudske republike Jugoslavije iz leta 1946 je po zgledu sovjetske ureditve opredelila tri lastninske oblike: državno, zadružno in zasebno lastnino, in določila, da država usmerja gospodarski razvoj z državnimi načrti in se pri tem »naslanja na državni in zadružni sektor« ter »nadzira zasebni sektor gospodarstva« (15. člen).
Splošni zakon o zadrugah iz leta 1946 je zadruge opredelil kot »prostovoljne organizacije delovnega ljudstva, ki zaradi razvoja narodnega gospodarstva s skupnim delom razvijajo kmetijsko gospodarstvo in obrtno dejavnost in razvijajo pobudo najširših ljudskih množic na deželi in v mestu pri organiziranju proizvodnje, preskrbe in razdeljevanju blaga« (1. člen). Po zakonu je bilo treba pred ustanovitvijo nove zadruge ali zadružne zveze pridobiti dovoljenje od pristojnega državnega organa (6. in 28. člen), ki je odločal tudi o likvidaciji obstoječih zadrug in zvez, če niso imele pogojev za nadaljnje delo (46. člen). V skladu s to določbo je republiška vlada sklenila likvidacijo Zadružne zveze v Ljubljani in Zveze slovenskih zadrug, ker sta povezovali zadruge »po predvojnih političnih vidikih«. Premoženje prve zveze je bilo zaplenjeno. V skladu z usmeritvami Iniciativnega zadružnega odbora za Slovenijo (IZOS), ki ga je za reorganizacijo zadružništva imenoval že Slovenski narodnoosvobodilni svet (SNOS), so številne predvojne zadruge prenehale, se spojile ali drugače reorganizirale.
V prvih povojnih letih so imele velik pomen obnovitvene in nabavno-prodajne zadruge. Obnovitvene zadruge, ki jih je bilo leta 1947 največ – 252, so pod vodstvom tehničnih strokovnjakov izdelovale in izvajale načrte za obnovo naselij. Nabavno prodajne zadruge (NAPROZE) pa so preskrbovale mestno in podeželsko prebivalstvo z racioniranimi potrošnimi proizvodi in delno tudi odkupovale kmetijske proizvode. 
Že leta 1945 so bili na podlagi Zakona o dokončni likvidaciji kmetskih dolgov predvojni dolgovi večini kmetov odpisani v celoti ali delno. Okrog 50 predvojnih kreditnih zadrug je obnovilo delo, vendar ne za dolgo. Po Uredbi o likvidaciji kreditnih zadrug so leta 1947 vse kreditne zadruge, ki še niso bile v likvidaciji, z dnem objave uredbe prešle v likvidacijo.
Državna politika se je posebej osredotočila na kmetijske zadruge. Zvezni Temeljni zakon o kmetijskih zadrugah iz leta 1949 je predvideval splošne kmetijske zadruge, kmečke obdelovalne zadruge in izjemoma tudi druge vrste kmetijskih zadrug. Splošne kmetijske zadruge, ustanovljene praviloma za območje ene vasi, naj bi se ukvarjale s skupno nabavo in prodajo, predelavo, lastno pridelavo, gozdarstvom, industrijsko obrtjo za potrebe članov in drugimi storitvami. Posebej podrobno pa je zakon  urejal kmečke obdelovalne zadruge, v katere naj bi kmetje po vzoru sovjetskih kolhozov za skupno obdelavo vložili zemljo in druga sredstva razen ohišnice, potrebne za lastno gospodinjstvo. Politična kampanja za množično vključevanje kmetov v obdelovalne ali delovne zadruge je bila povezana tudi s pritiski, ki so bili v popolnem nasprotju z zadružnim  načelom prostovoljnosti. V Sloveniji je bilo na vrhuncu kampanje v kmečke delovne zadruge včlanjenih le 5,3 % kmetov, zemljišča, ki so jih  člani vložili v te zadruge,  pa niso presegla 2,6 % površine Slovenije.
Leta 1953 je zvezna vlada z uredbo omogočila prenehanje oziroma reorganizacijo kmečkih delovnih zadrug. Kmetom, ki so izstopili iz zadrug, so bila vložena zemljišča in druga  sredstva vrnjena (a sočasno določen zemljiški maksimum v obsegu praviloma 10 hektarov obdelovalne zemlje na gospodarstvo).
V istem letu je zvezni ustavni zakon kot temelja družbene ureditve uvedel samoupravljanje in (namesto prejšnje državne in zadružne) družbeno lastnino.
Uredba o kmetijskih zadrugah iz leta 1954 je poudarila prostovoljnost združevanja kmetov in omogočila kmetijskim zadrugam ustanavljanje podjetij in obratov, do katerih je imela zadruga določene premoženjske pravice. Zadružno premoženje je bilo družbena last, ki »se v nobenem primeru ne sme vzeti zadrugi« (11. člen). Če je zadruga izvolila zadružni svet (primerljiv z delavskim svetom v družbenih podjetjih), občni zbor članov ni bil več obvezen, medtem ko so v zadružnem svetu in upravnem odboru poleg članov morali biti zastopani tudi delavci zadružnih podjetij (30. do 33. člen).
Po nacionalizaciji najemnih zgradb in gradbenih zemljišč  konec petdesetih let  je zvezni Zakon o stanovanjskih zadrugah omogočil državljanom in pravnim osebam ustanavljanje stanovanjskih zadrug kot gospodarskih organizacij, ki naj bi članom ob omogočile, da ob pomoči družbene skupnosti zgradijo stavbe ali pridobijo stanovanje za svoje potrebe. Od sredine petdesetih do začetka devetdesetih  let 20. stoletja  so stanovanjske zadruge ob ugodni državni politiki (oprostitev prometnega davka) zgradile številne individualne vrstne hiše.
Na nadaljnji  razvoj zadružništva je močno vplivalo izenačevanje zlasti kmetijskih in obrtnih zadrug z družbenimi podjetji, v katerem so zadruge izgubljale svoje značilne posebnosti. Vpliv članov na upravljanje zadruge se je zmanjšal, bistveno povečal pa vpliv zaposlenih, medtem so se zadružni obrati in podjetja osamosvajali od zadrug. V devetih letih  od 1960 do 1968 se je ob pospešenem združevanju kmetijskih zadrug število članov v teh zadrugah zmanjšalo za skoraj štirikrat (od 125.328 na 32.675). Tedanja  kmetijska politika je namreč  dajala prednost velikim kmetijskim družbenim posestvom, s katerimi naj bi kmetje sodelovali kot kooperanti,  pred kmetijskim zadružništvom. V začetku  šestdesetih let so kot samostojne pravne osebe prenehale vse zadružne poslovne in revizijske zadružne zveze. Slovenski Zakon o gozdovih iz leta 1965 je gospodarjenje z vsemi, zasebnimi in družbenimi  gozdovi, vključno s prodajo gozdnih lesnih sortimentov, prenesel na  gozdnogospodarske organizacije, kar je pomembno zožilo dejavnost kmetijskih zadrug.
Zaradi zaostajanja zasebnega kmetijstva za splošnim družbenim in ekonomskim razvojem se je politično stališče do zadrug in zasebnega kmetijstva pričelo spreminjati. Med prvimi spremembami v tej smeri velja omeniti leta 1969 sprejeti Zakon o hranilno kreditnih službah kmetijskih in gozdarskih delovnih organizacijah, ki je kmetijskim zadrugam, kmetijskim in gozdnogospodarskim podjetjem omogočil, da so organizirali – sprva kot notranje organizacijske enote – t. i. hranilno kreditne službe za zbiranje hranilnih vlog in odobravanje kreditov, tudi za posodabljanje proizvodnje na kmetijah. Že leta 1971 so se kmetijske zadruge ter kmetijske in gozdarske delovne organizacije kot ustanoviteljice hranilno kreditnih služb prostovoljno povezale v Zvezo hranilno kreditnih služb Slovenije.
V sedemdesetih letih 20. stoletja je slovenska kmetijska politika  z različnimi ukrepi podpirala posodabljanje zasebnega kmetijstva (na primer z vzpostavitvijo in sofinanciranjem kmetijske svetovalne službe v kmetijskih zadrugah in podjetjih, delnim regresiranjem obresti na posojila hranilno kreditnih služb in različnimi spodbudami za proizvodno in poslovno sodelovanje kmetov).
Po prenosu več zakonodajnih pristojnosti s federacije na republike je bil leta 1972 sprejet prvi slovenski Zakon o združevanju kmetov. Ta zakon je omogočil ponovno delovanje Zadružne zveze Slovenije, ki so jo kmetijske zadružne in kooperantske organizacije prostovoljno ustanovile še v istem letu.
Ime tega zakona je že povezano z novo organizacijsko  zasnovo t. i. »združenega dela«, ki so jo začeli razvijati ustavni amandmaji iz leta 1971. Kot izhodišče celotne organizacijske zgradbe gospodarstva so bile postavljene temeljne organizacije združenega dela (TOZD) znotraj delovnih organizacij. Za povezovanje samostojnega osebnega dela sta  zvezni  Zakon o združenem delu (1976) in drugi slovenski Zakon o združevanju kmetov (1978) predvidela več institucionalnih oblik: kmetijske zadruge in temeljne ter delovne organizacije kooperantov (TOK oziroma DOK), ki so se od zadrug razlikovale  v bistvu samo po tem, da niso mogle obstajati zunaj širše organizacije združenega dela – OZD (TOK znotraj delovne organizacije, DOK pa znotraj sestavljene OZD). Podobne oblike združevanja so bile predvidene za  združevanje v obrtne zadruge v predpisih o obrti, medtem ko so stanovanjske zadruge urejali  predpisi o stanovanjskem gospodarstvu.
Na podlagi teh predpisov so združeni kmetje in delavci v delu kmetijske zadruge lahko organizirali temeljno zadružno organizacijo (TZO), če so v preostalem delu zadruge kmetje in delavci ali sami kmetje organizirali najmanj še eno TZO ali sami delavci TOZD. V delu kmetijske ali gozdarske delovne organizacije pa so lahko kmetje, ki so sodelovali s to organizacijo, organizirali temeljno organizacijo kooperantov (TOK), če je bila v preostalem delu organizirana najmanj še ena temeljna organizacija.
Novela Zakona o združenem delu iz leta 1987 je poskušala razširiti zasebno iniciativo v gospodarstvu  med drugim tudi z določbami, ki so omogočale ustanavljanje zadrug v vseh dejavnostih, katerih opravljanje ni bilo zadrugam z zakonom prepovedano. Že naslednje leto (1988) so ustavni amandmaji uvedli pluralizem lastninskih oblik: družbene, zadružne in zasebne lastnine, medtem ko je Zakon o podjetjih kot temeljno organizacijsko enoto uredil podjetje v družbeni, zadružni, zasebni ali mešani lastnini. Zvezni Zakon o zadrugah (1990) je omogočil organizacijam kooperantov preoblikovanje v zadruge in kot prvi zakon v Jugoslaviji predvidel vračilo premoženja, ki  je bilo ustvarjeno z delom zadrug po 1. juliju 1953  in kasneje brez nadomestila odvzeto zadrugam in zadružnim zvezam.

### Obdobje po osamosvojitvi Slovenije
Kmalu po osamosvojitvi Slovenije je slovenski parlament sprejel Zakon o zadrugah (1992), ki je kot splošni predpis uredil položaj in organiziranost zadrug v vseh dejavnostih, kjer se zadruge ustanavljajo in delujejo. Zakon definira zadrugo kot  organizacijo spremenljivega števila članov, ki ima namen pospeševati njihove gospodarske koristi ter razvijati njihove gospodarske ali družbene dejavnosti na podlagi prostovoljnega in odprtega članstva, demokratičnega članskega upravljanja in  enakopravnega sodelovanja. Zakon je uredil položaj zadrug v lastninskem preoblikovanju tako, da so družbena sredstva zadruge in organizacije kooperantov (kolikor se je organizacija kooperantov preoblikovala v zadrugo) postala  nedeljivo premoženje zadruge, medtem ko so neodplačno pridobljena kmetijska zemljišča in gozdovi zadrug iz družbene lastnine prešli v državno last. Nedeljivo premoženje zadrug in zadružnih zvez je postalo tudi premoženje, ki je bilo zadrugam in njihovim zvezam brez nadomestila odvzeto po letu 1945 in je bilo vrnjeno zadrugam in zadružnim zvezam na njihovo zahtevo v postopkih denacionalizacije, ter premoženje v obliki kapitalskih deležev, ki so jih zadruge ob predpisanih pogojih lahko uveljavljale do največ 45% družbenega kapitala določenih  podjetij, s katerimi so sodelovale v letih 1986–1990. To nedeljivo premoženje ima podoben položaj kot nedeljive zadružne rezerve po starojugoslovanskem zadružnem  zakonu iz leta 1937 in ga mora zadruga na pasivni strani bilance izkazovati kot nerazdeljivi zadružni kapital. V postopkih denacionalizacije so bile zadruge tudi zavezanke za vračilo. Tako  je imela denacionalizacija na področju zadružništva za posledico premike premoženja v obeh smereh.
Med pripravami  na pristop Slovenije k Evropski uniji (1. maja 2004) se je zaradi prilagajanja zahtevam bančne zakonodaje večina zadružnih hranilno kreditnih služb pripojila svoji zvezi, ta pa je svoje bančno poslovanje in povezano premoženje prenesla na Deželno banko Slovenije d. d. in pridobila med delničarji banke največji delež ter se preoblikovala v zadrugo.
Tabela: Podatki iz letnih poročil zadrug  za leto 2019
| Kazalci / leto                                      | 2019   |
| Število zadrug, ki so oddale letno poročilo         | 415    |
| Število zaposlenih                                  | 2.805  |
| Prihodki (mio EUR)                                  | 765,9  |
| Neto dodana vrednost (mio EUR)                      | 85,0   |
| Neto presežek prihodkov nad odhodki (mio EUR)       | 2,4    |
| Zadruge po velikosti:                               |        |
| - mikro zadruge                                     | 82,4 % |
| - majhne zadruge                                    | 11,1 % |
| - srednje zadruge                                   | 6,3 %  |
| - velike zadruge                                    | 0,2 %  |
| Sredstva (aktiva, mio EUR)                          | 663,4  |
| Delež kapitala v virih sredstev                     | 65,3 % |
| Delež nerazdeljivega zadružnega kapitala v kapitalu | 78,5 % |

(Vir: AJPES, Informacija  o poslovanju gospodarskih družb v Republiki Sloveniji v letu 2019, Ljubljana 2020)
Po gospodarskih kazalcih je letno poročilo za leto 2019 oddalo 415 zadrug z več kot 13.000 članov in 2.805 zaposlenimi. Te zadruge so leta 2019 dosegle 766 milijonov EUR prihodkov, 85 milijonov EUR neto dodane vrednosti in presežek prihodkov nad odhodki v višini 2,4 milijona EUR.  Med  zadrugami so gospodarsko najpomembnejše   kmetijske in gozdarske zadruge, ki imajo najdaljšo tradicijo in so članice Zadružne zveze Slovenije.
V finančni in gospodarski krizi po letu 2007 so pozornost strokovnih krogov in javnosti pritegnili alternativni modeli podjetniškega organiziranja. Leta 2011 je slovenski parlament sprejel Zakon o socialnem podjetništvu (ZSocP), ki je uredil položaj socialnih podjetij kot nepridobitnih pravnih oseb. Socialno podjetništvo temelji na podobnih načelih kot zadružništvo. V primerjavi s splošnimi predpisi o zadrugah so pri socialnih podjetjih močneje poudarjeni zlasti nepridobitni namen, opravljanje dejavnosti pretežno v javnem interesu ter vključevanje širšega kroga različnih deležnikov v članstvo oziroma odločanje. Če izpolnjujejo te pogoje, lahko status socialnega podjetja pridobijo tudi zadruge. Po podatkih Ministrstva za gospodarski razvoj in tehnologijo je bilo  15. oktobra 2020 med  274 registriranimi  socialnimi podjetji 76 (27,7 %) zadrug. Prav zadruge, ki so bile po letu 2011 ustanovljene kot socialna podjetja, so zaslužne za širjenje in uveljavljanje zadružne pobude na številnih novih delovnih področjih.

## Stanje razvoja zadružništva v Sloveniji danes in primerjava s svetom
Slovenija je država z živahno zadružno zgodovino. Tudi trenutno je zadružništvo kot civilno gibanje močno prisotno. Vendar v deležu prometa in zaposlovanja ter v obsegu storitev in proizvodov zadruge v Sloveniji močno zaostajajo za svetom. Slovenska zakonodaja in podporno okolje je dovolj dobro za to, da razvoja zadružništva neposredno ne zavira, vendar pa ga tudi eksplicitno zadostno ne spodbuja. Podobno lahko rečemo za finančne instrumente za zadružništvo v Sloveniji. Za resen razvoj zadružništva ter za uresničitev potencialov vsaj blizu temu, kar poznamo v svetu, bo potrebno izboljšati tako zakonodajni, kot podporni (znanje, finance) sistem.
Na podlagi statističnega pregleda lahko povzamemo nekaj sklepov glede razvoja in stanja zadružništva v Sloveniji v zadnjih desetih letih od leta 2010 do 2019: Število zadrug narašča. Število zaposlenih skupno v zadrugah in število zaposlenih na eno zadrugo pada. Letni promet je po večletnem padanju ponovno zrastel v 2018, a ponovno padel v 2019. Odstotek zadrug, ki imajo nerazdeljivo premoženje se manjša, prav tako se manjša skupna vrednost nedeljivega premoženja v zadrugah. Spreminjajo se prevladujoče dejavnosti v zadrugah, tako da odstotek zadrug s področja kmetijstva in trgovine počasi pada. Zadruge so tudi dober zaposlovalec, zaposlujejo sicer manj od klasičnih gospodarskih družb, a več od samostojnih podjetnikov in oseb javnega prava.

## Zadružno povezovanje
Zadružništvo je družbeno gibanje svetovnih razsežnosti, ki neprenehoma poteka od prve polovice 19. stoletja (v zametkih pa že od druge polovice 18. stoletja) do danes. Neformalno to gibanje živi pod okriljem skupnih načel in vrednot zadružništva po vsem svetu, formalno pa je gibanje organizirano v obliki Mednarodne zadružne zveze (International Cooperative Alliance), ustanovljene 1895 v Angliji. ICA povezuje kontinentalna predstavništva ter sektorske organizacije oziroma zadružne konfederacije, kot je npr. CECOP-CICOPA Europe in druge. Posredno torej ICA predstavlja milijardno prebivalcev sveta, ki so zadružniki v različnih zadrugah po svetu.
Globalno gibanja ima tudi razvito celostno grafično podobo ter domeno .coop, s katero promovirajo zadružništvo po svetu. Domeno .coop lahko uporabljajo samo zadruge in zadrugam podporne organizacije, zato upravitelj domene ročno preverja ustreznost naročnika uporabe domene .coop.

## Zadružno nerazdeljivo premoženje
Slovenski Zakon o zadrugah ne določa enega od ključnih elementov zadrug (v globalnem in načelnem oziru), ki je tudi bistvena podlaga za sistemski razvoj zadružništva, in sicer elementa »nerazdeljivega premoženja«, ki je pravno formalno povzetek tega, kar teorija in praksa pozna kot commons, prevajano tudi kot »skupnina«, saj gre za skupnostno lastnino. Nerazdeljivo premoženje zadrug pomeni tisti del njihovega premoženja, ki pod nobenimi pogoji ne more biti prenešen v zasebno last članov, kar pomeni, da se določen odstotek presežkov v skladu s pravili zadrug prenaša na posebne sklade, ali pa tudi, da po izvedeni likvidaciji zadruge preostalo premoženje zadruge preide na vnaprej določene sklade, zveze, federacije itd.  Za zadruge v Sloveniji po zakonu obstaja nerazdeljivo premoženje samo v posebnih določbah v 59. členu zakona za tisti del premoženja zadrug, ki so ga zadruge pridobile pred letom 1991, torej glede premoženja, ki je nekoč imelo status družbenega premoženja. To premoženje bi morale zadruge, če bi prenehale delovati, prenesti na zadružno zvezo, katere članice so, ali na drugo po vsebini najbolj sorodno zadružno zvezo ali na določene druge organizacije, ki jih določa zakon in tudi zakonodaja s področja lastninskega preoblikovanja podjetij iz začetka 90-tih let. Za zadruge, ki so bile ustanovljene po letu 1991 oziroma tudi za »stare« zadruge glede premoženja, ki so ga ustvarile po letu 1991, pa določbe o »nerazdeljivem premoženju« ne veljajo. Nerazdeljivo premoženje je sicer ključno z dveh vidikov, prvič, ker opredelitev le-tega v zakonodaji pomeni uzakonjenje commons, kar je za, če tako rečemo »ta prave« zadružnice Alfa in Omega zadružništva, ter drugič, ker to pomeni sistemsko prelivanje skupnostno ustvarjenih presežkov v sklade za razvoj novih zadrug, konkretno to pomeni, da je prav koncept nerazdeljivega premoženja v zadrugah ključni finančni pogoj za razvoj zadružništva po svetu ter za zadružništvo kot globalno gibanje. Seveda je za primerno akumulacija sredstev v skladih pomembno, da se nerazdeljivo premoženje ne prenaša samo na zadružne zveze in organizacije kot jih za »stare« zadruge določa naš zakon, ampak da se skozi zakon določijo še drugi primerni načini podpore razvoju zadružništva, predvsem preko fundacij, zadružnih finančnih skladov ipd. Vendar pa, kot rečeno, žal v Sloveniji de facto »nerazdeljivega premoženja« v zadrugah ne poznamo.

## Povezava zadrug in zadružništva z drugimi družbenimi pojavi in gibanji
Zadruge in zgodovina zadružništva so na posebne načine povezane z določenimi družbenimi pojavi in gibanji kot so: ekonomska demokracija, socialna ekonomija, solidarnostna ekonomija, socialno podjetništvo, sindikalno gibanje, participativna ekonomija, skupnostne prakse in drugimi pojavi in gibanji.